# Майлз, Тия
Тия Майлз (англ. Tiya Alicia Miles; род. 17 января 1970, Цинциннати, Огайо) — американский историк и писательница, работающая на пересечении афроамериканской, коренной американской и женской истории в контексте конкретного места, в особенности Юга, Среднего Запада и Запада США XIX века. Доктор философии, именной профессор Гарварда. Лауреат National Book Award for Nonfiction (2021).
Макартуровский стипендиат (2011—2016). Единственный дважды лауреат Frederick Douglass Prize (2018, 2022).
Наиболее известна как автор All That She Carried: The Journey of Ashley’s Sack, A Black Family Keepsake (2022).

## Биография и творчество
Родилась и выросла в Цинциннати. Окончила Гарвард (бакалавр), магистерскую степень получила в Университете Эмори, а доктора философии — в Миннесотском университете. 16 лет преподавала в Мичиганском университете, заведовала там кафедрой. Вспоминала, что выбрать стезю историка её подтолкнула «абсолютно изменившая ее жизнь» книга, прочитанная ею на занятиях по афроамериканской литературе в колледже — «Происшествия из жизни девушки-рабыни» Гарриет Джейкобс. «Эта книга абсолютно изменила мою жизнь, поскольку она дала мне ощущение сильной связи с прошлым, а также чувство глубокой цели».
Замужем, родительница близнецов.
Автор семи книг, в том числе романа «The Cherokee Rose».
В книжной серии W. W. Norton «Norton Shorts» готовится к выходу её труд Wild Girls: How the Outdoors Shaped the Women Who Challenged a Nation (осенью 2023) (его рабочее название было — Trail Ready: The Little Known-History of Girls Outdoor).
- Ties That Bind: The Story of an Afro-Cherokee Family in Slavery and Freedom (2005/2015)
- Crossing Waters, Crossing Worlds: The African Diaspora in Indian Country (2007)
- The House on Diamond Hill: A Cherokee Plantation Story (2010)
- Tales from the Haunted South: Dark Tourism and Memories of Slavery from the Civil War Era (2015)
- The Cherokee Rose: A Novel of Gardens and Ghosts (2015)
- The Dawn of Detroit: A Chronicle of Bondage and Freedom in the City of the Straits (2017)
- All That She Carried: The Journey of Ashley’s Sack, a Black Family Keepsake (2021) — удостоилась 11 отличий, включая National Book Award for Nonfiction[англ.], Cundill Prize[англ.], Darlene Clark Hine Award[англ.], Harriet Tubman Prize, Massachusetts Book Award[англ.], Anisfield-Wolf Book Award[англ.], Ralph Waldo Emerson Award[англ.], финалист Kirkus Prize[англ.], шорт-лист Women's Prize for Non-Fiction[англ.] (2024); бестселлер New York Times